# Prosthechea fragrans
Prosthechea fragrans är en orkidéart som först beskrevs av Olof Swartz, och fick sitt nu gällande namn av Wesley Ervin Higgins. Prosthechea fragrans ingår i släktet Prosthechea och familjen orkidéer. Inga underarter finns listade i Catalogue of Life.

## Bildgalleri

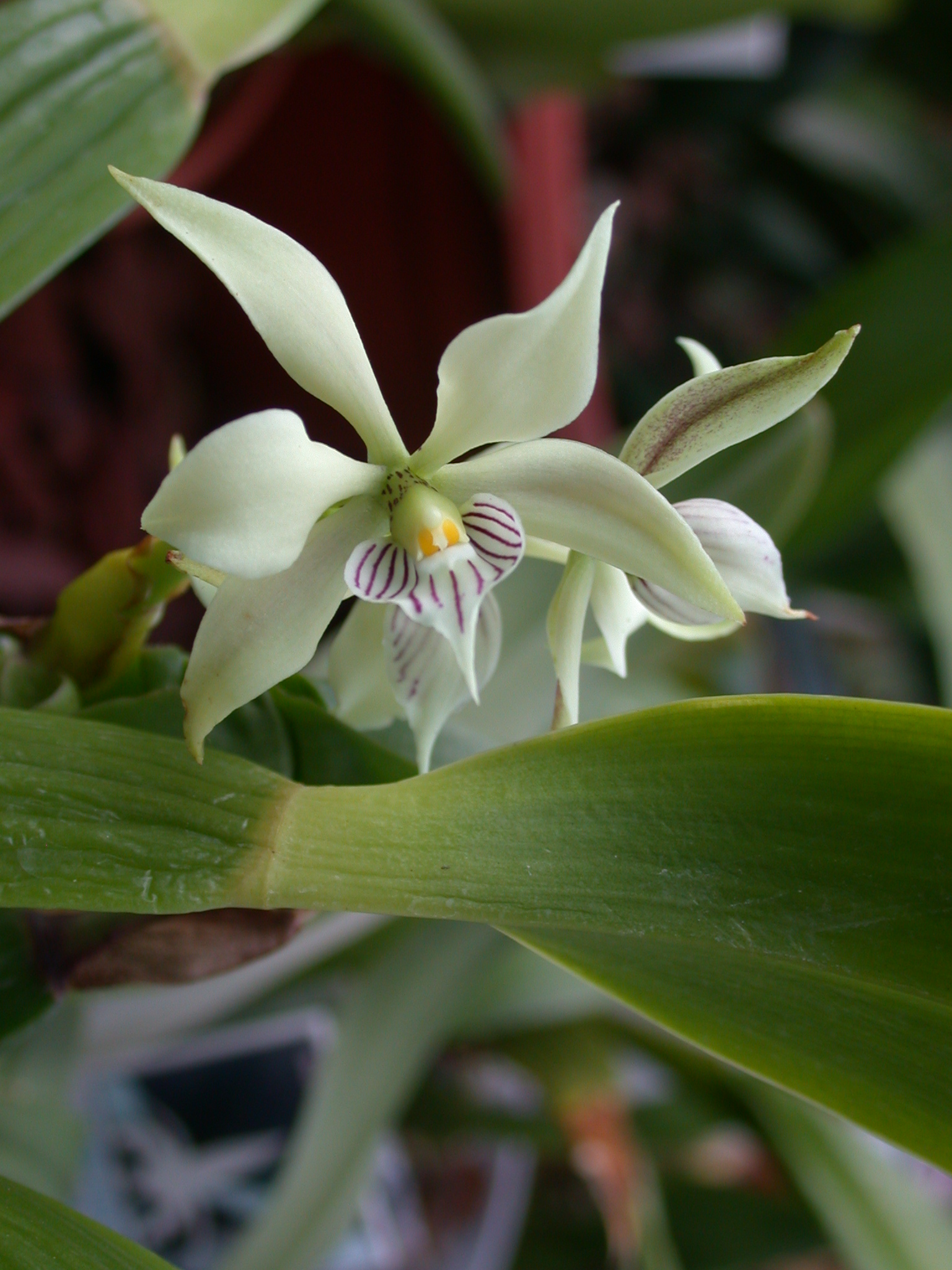
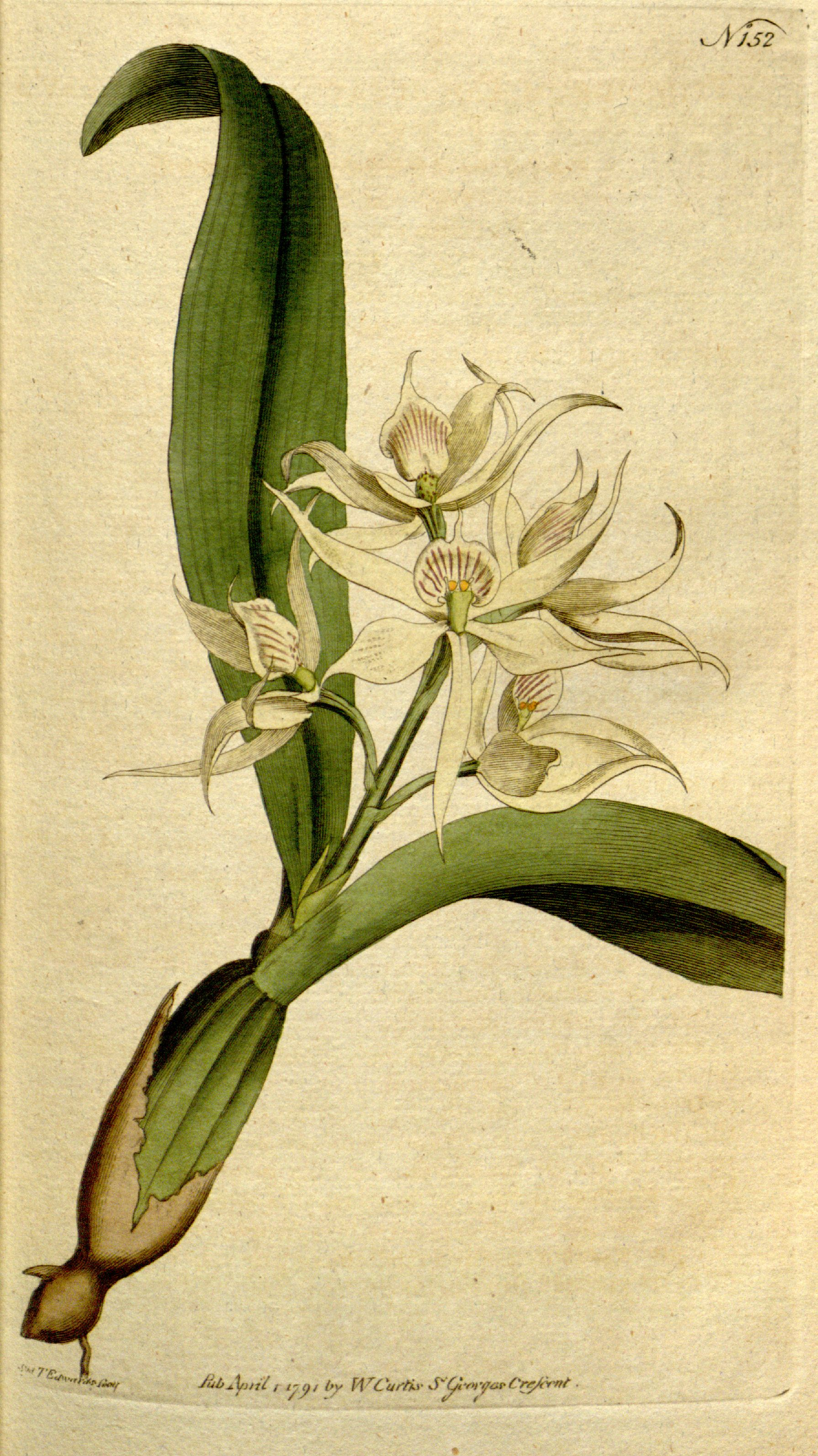
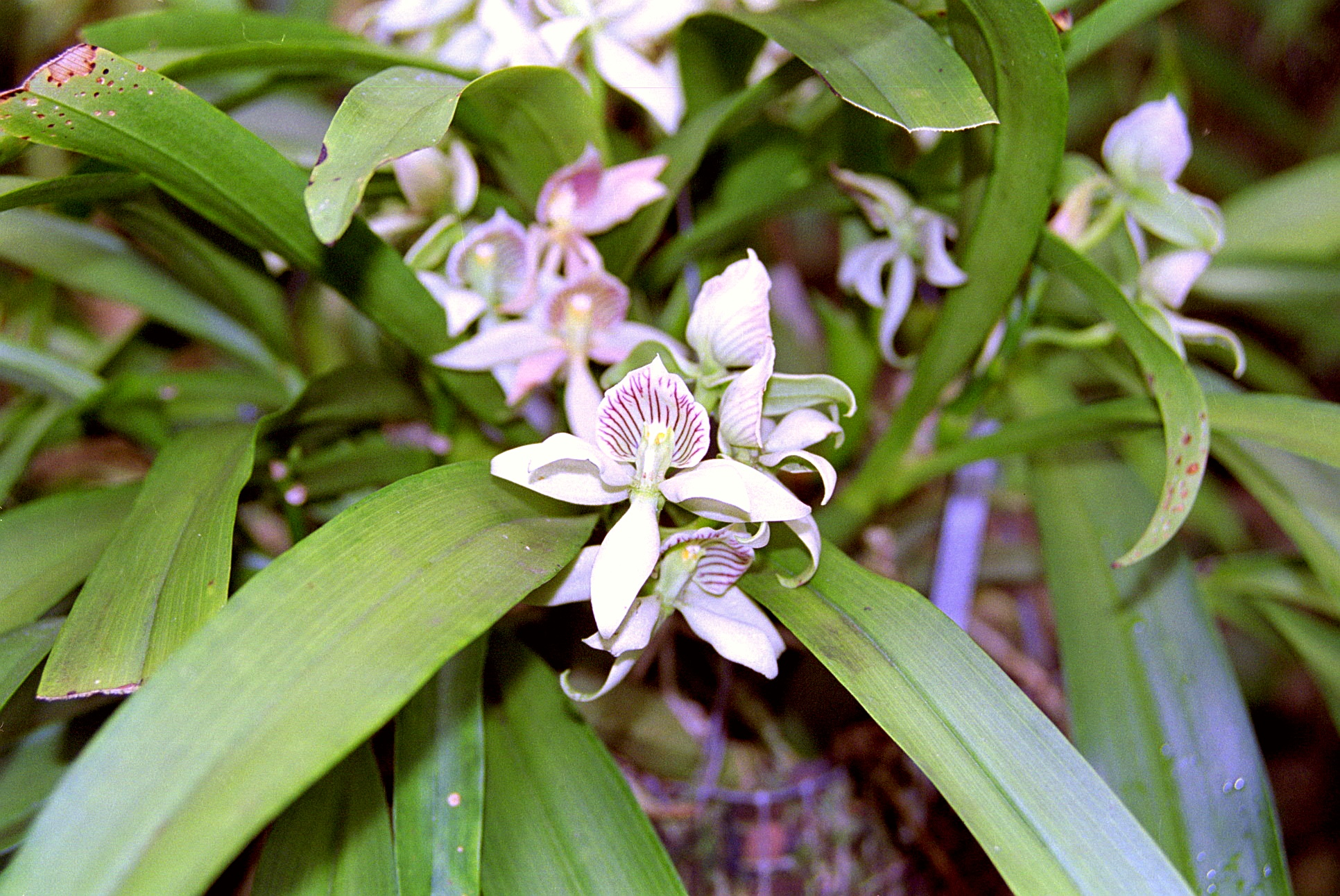
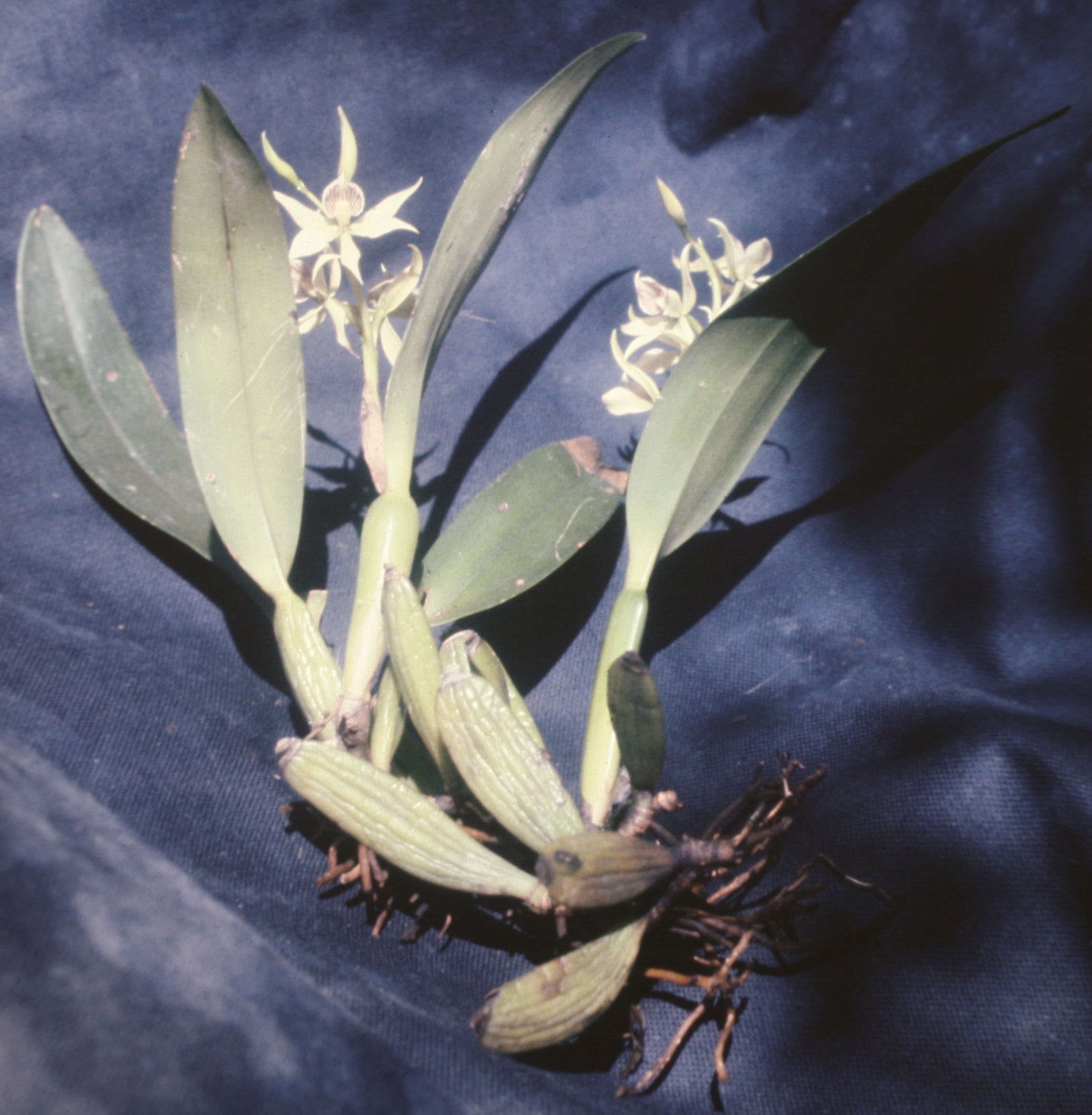
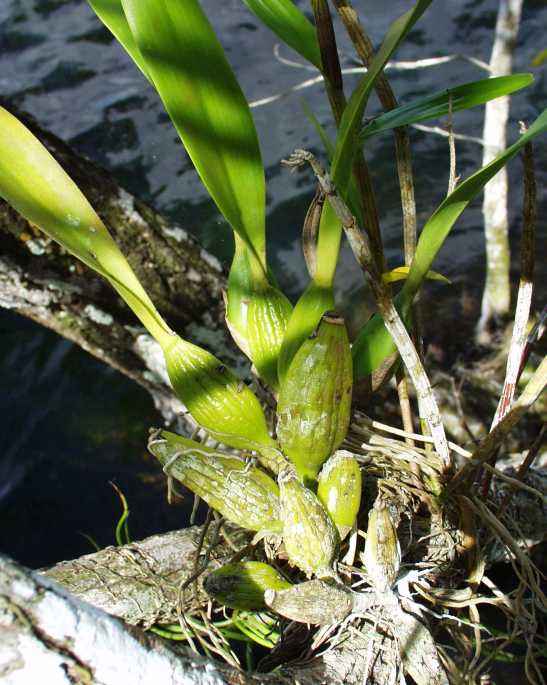
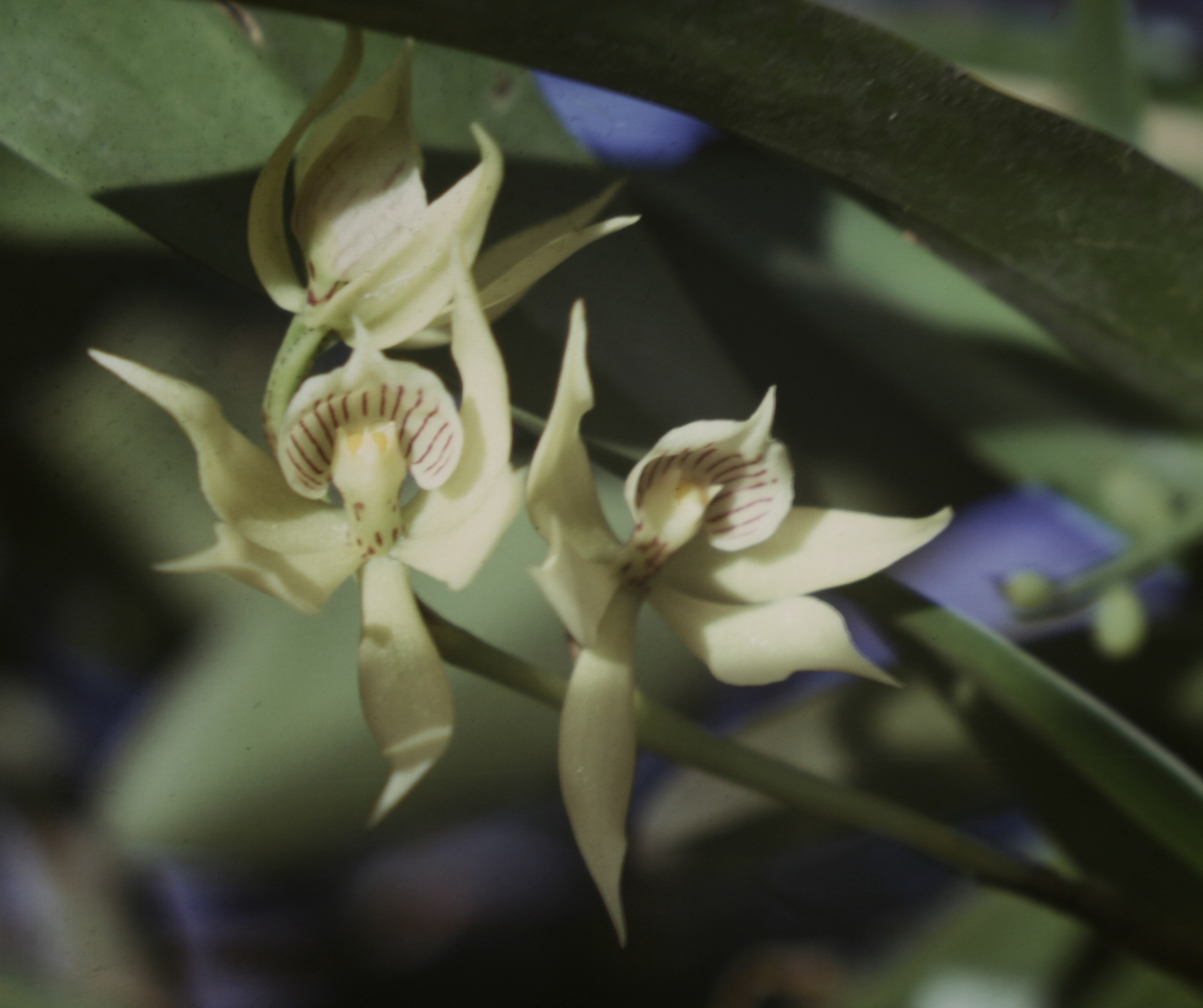